# Brunei ai Giochi della XXX Olimpiade
Il Brunei ha partecipato ai Giochi della XXX Olimpiade, che si sono svolti a Londra dal 27 luglio al 12 agosto 2012, con una delegazione di 3 atleti.

## Atletica leggera
| Atleta                   | Gara            | Batterie | Batterie                       | Semifinali | Semifinali  | Finale | Finale |
| Atleta                   | Gara            | Tempo    | Pos.                           | Tempo      | Pos.        | Tempo  | Pos.   |
| ------------------------ | --------------- | -------- | ------------------------------ | ---------- | ----------- | ------ | ------ |
| Ak Hafiy Tajuddin Rositi | 400 m maschili  |          |                                |            |             |        |        |
| Maziah Mahusin           | 400 m femminili | 59"28    | style="text-align:center" \|6° | non        | qualificata |        |        |

## Nuoto
| Atleta       | Gara               | Batterie | Batterie | Semifinali      | Semifinali      | Finale          | Finale          |
| Atleta       | Gara               | Tempo    | Pos.     | Tempo           | Pos.            | Tempo           | Pos.            |
| ------------ | ------------------ | -------- | -------- | --------------- | --------------- | --------------- | --------------- |
| Anderson Lim | 200 m stile libero | 2:02.26  | 40       | Non qualificato | Non qualificato | Non qualificato | Non qualificato |